# Odologie
L'odologie est l'étude scientifique de la voix chantée au niveau physiologique, acoustique et perceptif.

## Historique
Du grec ôdê (chant) et logos (science), le terme a été proposé par Nicole Scotto Di Carlo, créatrice de cette discipline. D'abord homologué par le Conseil international de la langue française, il a fait son entrée dans les dictionnaires en 2002.

## Démarche scientifique
Dans ses conditions habituelles de production, le chant nécessite un émetteur (l'artiste) et un récepteur (le spectateur). Pour en faire une étude à la fois exhaustive et holistique, il est indispensable d'étudier la totalité de la chaîne qui relie l'émetteur au récepteur. L'odologue étudie donc l'émission, la transmission et la réception de la production vocale en analysant ce qui se passe au niveau du chanteur (étude physiologique), au niveau de l'onde sonore émise par le chanteur (analyse acoustique) et au niveau l'auditeur (étude perceptive).

## Domaines de recherche
L'odologie se situe au carrefour de plusieurs disciplines : anatomo-physiologie, biomécanique, psycho-physiologie, acoustique, linguistique, phonétique, sémiologie, éthologie, musique, etc.

## Domaines d'application
Ils sont nombreux mais l'odologie s'adresse surtout aux professions médicales (phoniatre, orthophoniste, kinésithérapeute, ostéopathe, dentiste, sophrologue) et aux professions artistiques (artistes lyriques, professeurs et élèves de chant, professeurs et élèves d'art dramatique, musiciens, comédiens).